# Toquí bigotut
El toquí bigotut o toquí mostatxut (Atlapetes albofrenatus) és un ocell de la família dels passerèl·lids (Passerellidae).

## Descripció
Com la majoria d'espècies d'Atlapetes, és un ocell del Nou Món de cap gros i cua llarga.
El plomatge del toquí de Mérida de Veneçuela es distingeix del del toquí bigotut per la gola groga, una corona més clara descrita com a canyella-rovellat, una franja al mentó blanca més àmplia amb un submalar negre estret i una zona molt més estreta de negre al front.

### Adults
Mesuren entre 17,5 i 18 cm de llargada i pesen aproximadament 30 g. Les parts superiors són majoritàriament de color verd oliva, amb les primàries i la cua negres tenyides d'oliva. El pit, el ventre i el ventre són de color groc intens, mentre que els flancs són grocs amb un virat a verdós.
L'espècie té un patró de cap que crida l'atenció amb un casquet i clatell color castany brillant, front negre i màscara totalment negra que s'estén des de la brida fins al clatell. La gola i les ratlles malars són blanques, separades per submalars negres. En algunes postures es pot veure que la franja malar blanca s'estén gairebé fins al clatell.
El bec és negre, els iris són vermells o marró vermellós i els tarsos i els dits dels peus són de color gris marronós o gris rosat.

### Juvenils
Són de colors oliva marró per sobre, oliva fosc groguenc per sota amb lleugeres vetes. La zona del bigoti és de color groc apagat amb una franja malar feblement formada. La màscara i els costats del cap són més negres o foscos i la corona va de color oliva a marró oliva (no castany).

## Distribució i hàbitat
El toquí bigotut és endèmic dels Andes orientals de Colòmbia. La distribució s'estén des del sud de Bogotà fins a Santander. Sembla estar localitzat en diverses àrees separades en lloc d'estar àmpliament distribuït dins del rang global. És una espècie de les zones tropicals i subtropicals superiors i, per tant, es troba entre els 1400 i els 2500 m d'altitud tot i que s'ha vist fins als 1000 m. L'espècie és resident (és a dir, no migratòria).
L'hàbitat natural és la selva pluvial i els seus límits dels Andes del nord de Colòmbia, el sotabosc i selva nebulosa subtropical, boscos nans i els boscos dominats per roures, així com matollars secs i espinosos. És tolerant a un hàbitat alterat i es pot trobar entre el fullatge dens als límits d'un bosc secundari en regeneració.

## Comportament i ecologia
El toquí bigotut normalment es mou ràpidament per dins dels matolls espessos amb aparicions ocasionals a posicions més exposades. S'han observat alimentant-se, principalment a prop del sòl (<10 m), com a ocells solitaris, en parelles i en el que semblen ser petits grups familiars.

### Dieta
S'alimenta tant d'insectes, llavors com fruits.

### Cria
No s'ha estudiat el comportament reproductor de l'espècie. L'única observació rellevant que s'ha registrat és la d'un ocell immadur vist a prop de Soatá al gener, cosa que suggereix que la reproducció té lloc al període desembre/gener.

## Taxonomia i sistemàtica
L'ornitòleg francès Auguste Boissonneau va descriure formalment per primera vegada el toquí bigotut l'any 1840. El va anomenar Tanagra (arremon) albo-frenatus, considerant que era part de la família Tàngares.
L'estudi de John Klicka et al. del 2014 de les seqüències gèniques de l'ADN mitocondrial per a la família Passerellidae indica que el toquí bigotuti està més estretament relacionat amb el toquí rogenc, que es troba a Colòmbia i Veneçuela i amb el toquí de Santa Marta, endèmic de Colòmbia i el de Donegan et al. del mateix any, van portar al Congrés Ornitològic Internacional, a partir de l'any 2016, i el Handbook of the Birds of the World a partir del 2017, a considerar que el toquí bigotut és monotípic, és a dir, no té subespècies. Tanmateix, les llistes de verificació d'eBird/Clements i Howard i Moore encara inclouen el toquí de Mérida com a subespècie del toquí bigotut (A. albofrenatus meridaeas).